# Фили, Андре
Андре Райли Гивенс-Фили (англ. Andre Riley Givens-Fili; имя при рождении — Андре Райли Гивенс (англ. Andre Riley Givens); род. 25 июня 1990, Федерал-Уэй, Вашингтон, США) — американский профессиональный боец смешанных единоборств, выступающий в полулёгком весе UFC.

## Ранние годы
Фили имеет самоанское и гавайское происхождение. Он вырос в неблагополучной семье, где оба родителя были жестоки друг к другу и к своим детям. Мать Фили воспитывала своих детей одна, так как её муж несколько раз отбывал тюремный срок и не жил дома. Жестокое и нестабильное воспитание оставило свой след на Фили, и он увлёкся уличными драки в подростковом возрасте. В 2009 году Фили переехал в Сакраменто и, все ещё находясь на испытательном сроке, присоединился к команде Alpha Male и начал обучаться смешанным единоборствам.

## Карьера в смешанных единоборствах
Фили дебютировал в смешанных единоборствах 12 декабря 2009 года в бою против Энтони Мотли. Фили выиграл тот бой техническим нокаутом, а затем выиграл следующие три боя также техническим нокаутом. Фили потерпел первое поражение из-за травмы колена в бою с ветераном Strikeforce Дерриком Бернседом. Фили оправился от поражения, выиграв следующие 8 боев, включая победу над ветераном Strikeforce Александром Криспимом.

### Ultimate Fighting Championship
Фили дебютировал в UFC 19 октября 2013 года на UFC 166 против Джереми Ларсена. Фили, который успел провести только половину срока в тренировочном лагере для боя в полусреднем весе в другом промоушене, согласился выйти на бой в UFC в полулёгком весе на коротком уведомлении (за две недели до дня юоя), чтобы заменить травмированного Чарльза Оливейру. Бой проходил в промежуточном весе, так как Фили не смог уложиться требуемый вес. Фили выиграл бой техническим нокаутом во втором раунде.
Фили встретился с Максом Холлоуэем 26 апреля 2014 года на UFC 172. Он проиграл бой после приименной Холлоуэем «гильотины» в третьем раунде.
Фили должен был драться с Шоном Сориано 5 сентября 2014 года на UFC Fight Night 50. Однако Фили был вынужден сняться с боя из-за травмы и был заменён Чесом Скелли.
Фили встретился с Фелипи Арантисом 25 октября 2014 года на UFC 179. Андре победил единогласным решением судей.
Фили дрался с Годофредо Пепеем 21 марта 2015 года на UFC Fight Night 62. Он проиграл бой сдачей в первом раунде.
Ожидалось, что Фили встретится с Клэем Коллардом 5 сентября 2015 года на UFC 191. Однако Фили был снялся с боя из-за травмы и был заменён Тиаго Тратором.
Фили встретился с Габриэлем Бенитесом 21 ноября 2015 года на The Ultimate Fighter Latin America 2 Finale. Он выиграл бой нокаутом в первом раунде, а также получил премию за «Выступление вечера».
Фили дрался с Яиром Родригесом 23 апреля 2016 года на UFC 197. Фили проиграл бой нокаутом во втором раунде.
Фили встретился с Хакраном Диасом 1 октября 2016 года на UFC Fight Night 96, заменив травмированного Брайана Ортегу. Андре выиграл бой единогласным решением судей.
Фили должен был драться с Чхве Ту Хо 29 июля 2017 года на UFC 214. Однако Чой снялся с боя и был заменён новичком промоушена Кэлвином Каттаром. Фили проиграл бой единогласным решением судей.
Фили дрался с Артемом Лобовым 21 октября 2017 года на UFC Fight Night 118. Андре выиграл бой единогласным решением судей.
Фили встретился с Деннисом Бермудесом 27 января 2018 года на UFC on Fox 27. Он выиграл бой раздельным решением судей.
Фили дрался с Майклом Джонсоном 25 августа 2018 года на UFC Fight Night 135. Фили проиграл бой раздельным решением судей.
Фили встретился с Майлсом Джури 17 февраля 2019 года на UFC on ESPN 1. Андре выиграл бой единогласным решением судей.
Фили встретился с Шеймоном Мораесом 13 июля 2019 года на UFC on ESPN+ 13. Он выиграл бой нокаутом в первом раунде. Эта победа принесла ему премию «Выступление вечера».
Фили дрался с Содиком Юсуффом 18 января 2020 года на UFC 246. Фили проиграл бой единогласным решением судей.
Фили встретился с Шарлем Журденом 13 июня 2020 года на UFC on ESPN: 10. Андре выиграл бой раздельным решением судей.
Фили встретился с Брайсом Митчеллом 31 октября 2020 года на UFC Fight Night 181. Он проиграл бой единогласным решением судей.
Фили дрался с Даниэлом Пинедой 26 июня 2021 года на UFC Fight Night 190. В начале второго раунда Фили случайно ткнул Пинеду в глаз, и последний не смог продолжить бой. Бой был объявлен несостоявшимся.
Фили встретился с Жоандерсоном Бриту 30 апреля 2022 года на UFC on ESPN 35. Он проиграл бой техническим нокаутом в первом раунде.
Фили должен был встретиться с Ландо Ваннатой 17 сентября 2022 года на UFC Fight Night 210. Однако Ваннату из-за травмы заменили Биллом Алджио. Фили выиграл бой раздельным решением судей.
Фили должен был встретиться с Лукасом Алмейдой 25 февраля 2023 года на UFC Fight Night 220. Однако Фили был вынужден сняться с боя из-за экстренной операции на глазу.
Фили встретился с Натаниэлем Вудом 22 июля 2023 года на UFC on ESPN+ 82. Он проиграл бой единогласным решением судей.
Бой с Лукасом Алмейдой состоялся 16 декабря 2023 года на UFC 296. Фили выиграл бой техническим нокаутом в первом раунде.
Фили встретился с Дэном Иге, заменив травмированного Лерона Мёрфи, 10 февраля 2024 года на UFC Fight Night 236. Он проиграл бой нокаутом в первом раунде.
Фили встретился с Кабом Свонсоном 29 июня 2024 года на UFC 303. Андре выиграл бой раздельным решением судей. 13 из 15 СМИ отдали победу в бою Свонсону. Этот бой принёс ему премию «Бой вечера».
Фили встретился с Мелькизаэлем Костой 22 февраля 2025 года на турнире UFC Fight Night 252. Он проиграл бой бой после приименной Костой «гильотины» в первом раунде.

## Титулы и достижения
Ultimate Fighting Championship
- Обладатель премии «Бой вечера» vs. Каб Свонсон.[65]
- Обладатель премии «Выступление вечера» (два раз) против vs. Габриэля Бенитеса and Шеймона Мораеса.[19][39]
- Разделил с Кабом Свонсоном третье место по количеству боев в истории полулегкого дивизиона UFC (24).[68]
- Четвёртое место по количеству побед в истории полулёгкого дивизиона UFC (12).[68]
- Четвёртое место по общему времени боев в истории полулёгкого дивизиона UFC (4:18:33).[68]
- Разделил с Энрике Барзолой четвёртое место по количеству тейкдаунов в истории полулёгкого дивизиона UFC (36).[68]
- Наибольшее количество побед раздельным решением судей[англ.] в истории полулёгкого дивизиона UFC (4).

## Статистика в смешанных единоборствах
| Боёв 38         | Побед 25 | Поражений 12 |
| --------------- | -------- | ------------ |
| Нокаутом        | 10       | 3            |
| Сдачей          | 3        | 4            |
| Решением        | 12       | 5            |
| Не состоявшихся | 1        | 1            |

| Результат    | Рекорд    | Соперник          | Способ                                | Турнир                                                          | Дата             | Раунд | Время | Место                           | Примечание                                                           |
| ------------ | --------- | ----------------- | ------------------------------------- | --------------------------------------------------------------- | ---------------- | ----- | ----- | ------------------------------- | -------------------------------------------------------------------- |
| Победа       | 25-12 (1) | Кристиан Родригес | Раздельное решение                    | UFC on ESPN: Долидзе vs. Эрнандес                               | 9 августа 2025   | 3     | 5:00  | Лас-Вегас, Невада, США          |                                                                      |
| Поражение    | 24-12 (1) | Мелькизаэль Коста | Сдача (гильотина)                     | UFC Fight Night: Сехудо vs. Сун                                 | 22 февраля 2025  | 1     | 4:30  | Сиэтл, Вашингтон, США           |                                                                      |
| Победа       | 24-11 (1) | Каб Свонсон       | Раздельное решение                    | UFC 303                                                         | 29 июня 2024     | 3     | 5:00  | Лас-Вегас, Невада, США          | «Лучший бой вечера» (1)                                              |
| Поражение    | 23-11 (1) | Дэн Иге           | KO (удары)                            | UFC Fight Night: Херманссон vs. Пайфер                          | 10 февраля 2024  | 1     | 2:43  | Лас-Вегас, Невада, США          |                                                                      |
| Победа       | 23-10 (1) | Лукас Алмейда     | TKO (удары)                           | UFC 296                                                         | 16 декабря 2023  | 1     | 3:32  | Лас-Вегас, Невада, США          |                                                                      |
| Поражение    | 22-10 (1) | Натаниэль Вуд     | Единогласное решение                  | UFC Fight Night: Аспиналл vs. Тыбура                            | 22 июля 2023     | 3     | 5:00  | Лондон, Англия                  |                                                                      |
| Победа       | 22-9 (1)  | Билл Алджио       | Раздельное решение                    | UFC Fight Night: Сэндхэген vs. Сун                              | 17 сентября 2022 | 3     | 5:00  | Лас-Вегас, Невада, США          |                                                                      |
| Поражение    | 21-9 (1)  | Жоандерсон Бриту  | TKO (удары)                           | UFC on ESPN: Фонт vs. Вера                                      | 30 апреля 2022   | 1     | 0:41  | Лас-Вегас, Невада, США          |                                                                      |
| Не состоялся | 21-8 (1)  | Дэниел Пинеда     | Признан несостоявшимся (тычок в глаз) | UFC Fight Night: Ган vs. Волков                                 | 26 июня 2021     | 2     | 0:46  | Лас-Вегас, Невада, США          | Пинеда не смог продолжить бой после случайного тычка пальцем в глаз. |
| Поражение    | 21-8      | Брайс Митчелл     | Единогласное решение                  | UFC Fight Night: Холл vs. Силва                                 | 31 октября 2021  | 3     | 5:00  | Лас-Вегас, Невада, США          |                                                                      |
| Победа       | 21-7      | Шарль Журден      | Раздельное решение                    | UFC on ESPN: Ай vs. Кальвильо                                   | 13 июня 2020     | 3     | 5:00  | Лас-Вегас, Невада, США          |                                                                      |
| Поражение    | 20-7      | Содик Юсуфф       | Единогласное решение                  | UFC 246                                                         | 18 января 2020   | 3     | 5:00  | Лас-Вегас, Невада, США          |                                                                      |
| Победа       | 20-6      | Шеймона Мораес    | KO (удары)                            | UFC Fight Night: Де Рандами vs. Лэдд                            | 13 июля 2019     | 1     | 3:07  | Сакраменто, Калифорния, США     | «Выступление вечера» (2)                                             |
| Победа       | 19-6      | Майлс Джури       | Единогласное решение                  | UFC on ESPN: Нганну vs. Веласкес                                | 17 февраля 2019  | 3     | 5:00  | Финикс, Аризона, США            |                                                                      |
| Поражение    | 18-6      | Майкл Джонсон     | Раздельное решение                    | UFC Fight Night: Гейджи vs. Вик                                 | 26 августа 2018  | 3     | 5:00  | Небраска, Небраска, США         |                                                                      |
| Победа       | 18-5      | Деннис Бермудес   | Раздельное решение                    | UFC on Fox: Жакаре vs. Брансон 2                                | 27 января 2018   | 3     | 5:00  | Шарлотт, Северная Каролина, США |                                                                      |
| Победа       | 17-5      | Артем Лобов       | Единогласное решение                  | UFC Fight Night: Ковбой vs. Тилл                                | 21 октября 2017  | 3     | 5:00  | Гданьск, Польша                 |                                                                      |
| Поражение    | 16-5      | Кэлвин Каттар     | Единогласное решение                  | UFC 214                                                         | 29 июля 2017     | 3     | 5:00  | Анахайм, Калифорния, США        |                                                                      |
| Победа       | 16-4      | Хакран Диас       | Единогласное решение                  | UFC Fight Night: Линекер vs. Додсон                             | 1 октября 2016   | 3     | 5:00  | Портленд, Орегон, США           | Бой в промежуточном весе (148,5 фунтов), Диас не уложился в вес.     |
| Поражение    | 15-4      | Яир Родригес      | KO (удар ногой в голову)              | UFC 197                                                         | 23 апреля 2016   | 2     | 2:15  | Лас-Вегас, Невада, США          |                                                                      |
| Победа       | 15-3      | Габриэль Бенитес  | KO (удар ногой в голову и удары)      | The Ultimate Fighter Latin America 2 Finale: Magny vs. Gastelum | 21 ноября 2015   | 1     | 3:13  | Монтеррей, Мексика              | «Выступление вечера» (1)                                             |
| Поражение    | 14-3      | Годофредо Пепей   | Сдача (летящий треугольник)           | FC Fight Night: Майя vs. ЛаФлер                                 | 21 марта 2015    | 1     | 3:14  | Рио-де-Жанейро, Бразилия        |                                                                      |
| Победа       | 14-2      | Фелипи Арантис    | Единогласное решение                  | UFC 179                                                         | 25 октября 2014  | 3     | 5:00  | Рио-де-Жанейро, Бразилия        |                                                                      |
| Поражение    | 13-2      | Макс Холлоуэей    | Сдача (гильотина)                     | UFC 172                                                         | 26 апреля 2014   | 3     | 3:39  | Балтимор, Мериленд, США         |                                                                      |
| Победа       | 13-1      | Джереми Ларсен    | TKO (удары)                           | UFC 166                                                         | 19 октября 2013  | 2     | 0:53  | Хьюстон, Техас, США             | Бой в промежуточном весе (148,5 фунтов), Фили не уложился в вес.     |
| Победа       | 12-1      | Адриан Диас       | TKO (удары)                           | WFC 5                                                           | 3 мая 2013       | 3     | 1:29  | Сакраменто, Калифорния, США     |                                                                      |
| Победа       | 11-1      | Енох Уилсон       | Единогласное решение                  | Tachi Palace Fights 15: Collision Course                        | 15 ноября 2012   | 3     | 5:00  | Лемор, Калифорния, США          | Бой в промежуточном весе (151 фунт).                                 |
| Победа       | 10-1      | Рики Уоллес       | Техническая сдача (треугольник)       | Tachi Palace Fights 14: Validation                              | 7 сентября 2012  | 2     | 4:08  | Лемор, Калифорния, США          |                                                                      |
| Победа       | 9-1       | Джесси Боуэн      | TKO (удары)                           | WFC: Showdown                                                   | 9 июня 2012      | 1     | 2:57  | Юба-Сити, Калифорния, США       |                                                                      |
| Победа       | 8-1       | Мэтт Мурамото     | Сдача (треугольник)                   | KOTC: All In                                                    | 21 апреля 2012   | 1     | 1:59  | Оровилл, Калифорния, США        |                                                                      |
| Победа       | 7-1       | Александр Криспим | Единогласное решение                  | CCFC: The Return                                                | 3 марта 2012     | 3     | 5:00  | Санта-Роза, Калифорния, США     |                                                                      |
| Победа       | 6-1       | Вэймонд Деннис    | Сдача (рычаг локтя)                   | WFC: Bruvado Bash                                               | 7 января 2012    | 2     | 1:51  | Пласервилл, Калифорния, США     |                                                                      |
| Победа       | 5-1       | Тони Риос         | Единогласное решение                  | CCFC: Fall Classic                                              | 8 октября 2011   | 3     | 5:00  | Сакраменто, Калифорния, США     |                                                                      |
| Поражение    | 4-1       | Деррик Бернсед    | TKO (травма колена)                   | Rebel Fighter: Domination                                       | 2 октября 2010   | 5     | 1:22  | Розвилл, Калифорния, США        | Бой за титул чемпиона RF в полулёгком весе.                          |
| Победа       | 4-0       | Тони Ревелс       | KO (удар ногой в голову)              | Rebel Fighter: Delima vs. Christensen                           | 21 августа 2010  | 1     | 1:01  | Пласервилл, Калифорния, США     |                                                                      |
| Победа       | 3-0       | Джастин Смитли    | TKO (удары)                           | Gladiator Challenge: Champions                                  | 1 мая 2010       | 2     | 1:41  | Пласервилл, Калифорния, США     |                                                                      |
| Победа       | 2-0       | Каин Кампос       | TKO (удары)                           | Gladiator Challenge: Domination                                 | 6 марта 2010     | 1     | 0:16  | Пласервилл, Калифорния, США     |                                                                      |
| Победа       | 1-0       | Энтони Мотли      | TKO (удары)                           | Gladiator Challenge: Chain Reaction                             | 12 декабря 2009  | 1     | 1:01  | Пласервилл, Калифорния, США     |                                                                      |